# T1 (E-Sport)

Logo vor der Umbenennung von SK Telecom T1 zu T1

T1 (früher: SK Telecom T1) ist ein E-Sport Team, welches T1 Entertainment & Sports, einem Gemeinschaftsunternehmen bestehend aus SK Telecom und Comcast Spectator, gehört. Mit fünf Titeln ist es Rekordweltmeister in League of Legends.

## Geschichte
Ende 2003 nahm SK Telecom das StarCraft-Team „Team Orion“ (zuvor auch: „4U“) um Team-Kapitän Lim Yo-hwan (Nickname: „BoxeR“) unter Vertrag. SK Telecom T1 war Teil von SK Sports, zu denen auch das Baseball-Team SK Wyverns aus Incheon, das Basketball-Team SK Knights aus Seoul und Olympiasieger Park Tae-hwan gehörten. Das Team wurde zudem von Sportartikelhersteller New Balance, dem Hersteller von Speicherprodukten Essencore (als Marke KLEVV auftretend) und der Getränkeherstellerallianz der beiden Pharma-Unternehmen Dong-A und Otsuka unterstützt. Unter anderem konnte SK Telecom T1 2005 die erste von OnGameNet und MBCGame gemeinsam ausgerichtete Proleague im Finale gegen das Werksteam des konkurrierenden Telekommunikationsanbieters Korea Telecom (damals „KTF MagicNs“, später bekannt als KT Rolster) gewinnen. Weitere Proleague-Titel für SKT T1 kamen in den Saisons 2008/09 und 2011/12 dazu. Nach dem Wechsel zu StarCraft 2 errang SK Telecom 2015 den vierten Proleague-Titel. Ende 2016 wurde der Betrieb der Proleague in StarCraft 2 eingestellt und im Zuge dessen auch das StarCraft-Team von SK Telecom T1 aufgelöst.
Seit 2012 ist die Organisation auch in League of Legends aktiv und gewann unter anderem die mit jeweils einer Million Dollar dotierten Weltmeisterschaften 2013, 2015 und 2016.
Im Februar 2019 wurde angekündigt, dass SK Telecom zu T1 umbenannt werden sollte, allerdings spielten sie diese Saison inklusive der League of Legends Weltmeisterschaft noch unter dem vorherigen Namen. Ab November 2019 begann der CEO Joe Marsh das Team als offiziell T1 zu bezeichnen. Grundlage der Namensänderung war die Gründung von T1 Entertainment & Sports, einem Joint Venture von SK Telecom und Comcast Spectacor.
Im August 2020 nahm T1 erstmals ein Dota 2 Team unter Vertrag, das sich in der Folge auch für das The International 2021 qualifizierte und dort über eine Milion Dollar Preisgeld gewann.
2023 und 2024 gewann T1 zum vierten und fünften Mal den League-of-Legends-WM-Titel.

## Spieler

### StarCraft: Brood War & StarCraft 2 (Auswahl)
- Lim „Boxer“ Yo-hwan (Terran, 2004–2006, 2008–2010)
- Choi „iloveoov“ Yun-sung (Terran, 2004–2011, danach Trainer)
- Park „GoRush“ Tae-min (Zerg, 2005–2008 (ca.))
- Jun „Midas“ Sang-wook (Terran, 2005–2009)
- Ko „Canata“ In-kyu (Terran, 2006–2011)
- Doh „BeSt“ Jae-wook (Protoss, 2006–2013)
- Jung „FanTaSy“ Myung-hoon (Terran, 2007–2014)
- Kim „Bisu“ Taek-yong (Protoss, 2008–2013)
- Eo „soO“ Yoon-su (Zerg, 2008–2016)
- Jung „By.Sun“/„Rain“ Yoon-jong (Protoss, 2010–2014)
- Kim „Sorry“ Ji-seong  (Terran, 2011–2016)
- Park „Dark“ Ryung-woo  (Zerg, 2012–2016)
- Won „PartinG“ Lee-sak (Protoss, 2013–2014)
- Kim „Soulkey“ Min-chul (Zerg, 2013–2014)
- Kim „Classic“ Doh-woo (Protoss, 2013–2016)
- Lee „INnoVation“ Shin-hyung (Terran, 2014–2016)
- Cho „Dream“ Joong-hyuk (Terran, 2014–2016)
- Kim „Impact“ Joon-hyuk (Zerg, 2015–2016)

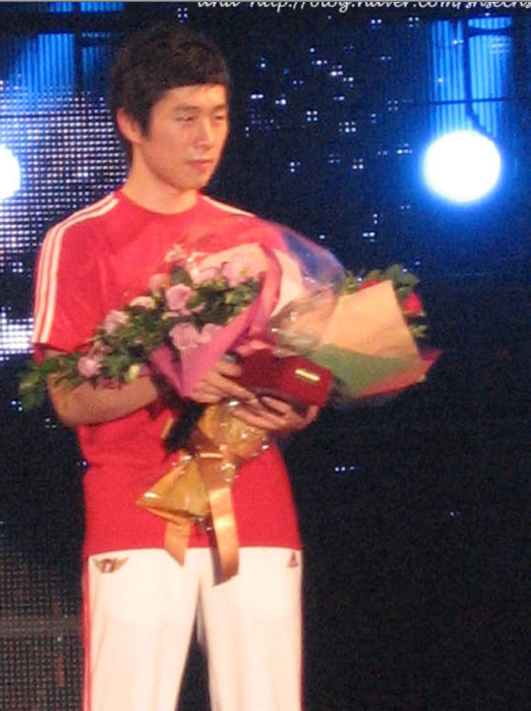
Boxer (2008)
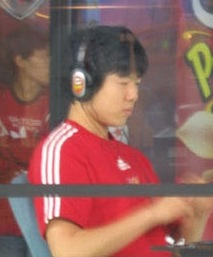
iloveoov (2008)
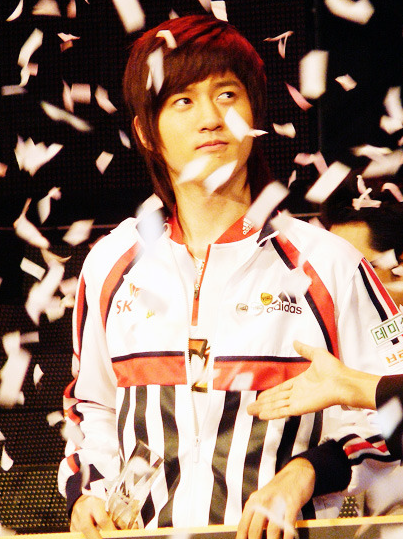
Bisu (2008)
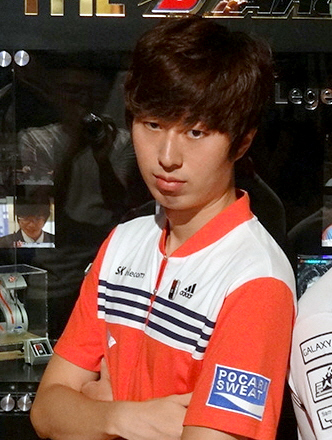
FanTaSy (2012)
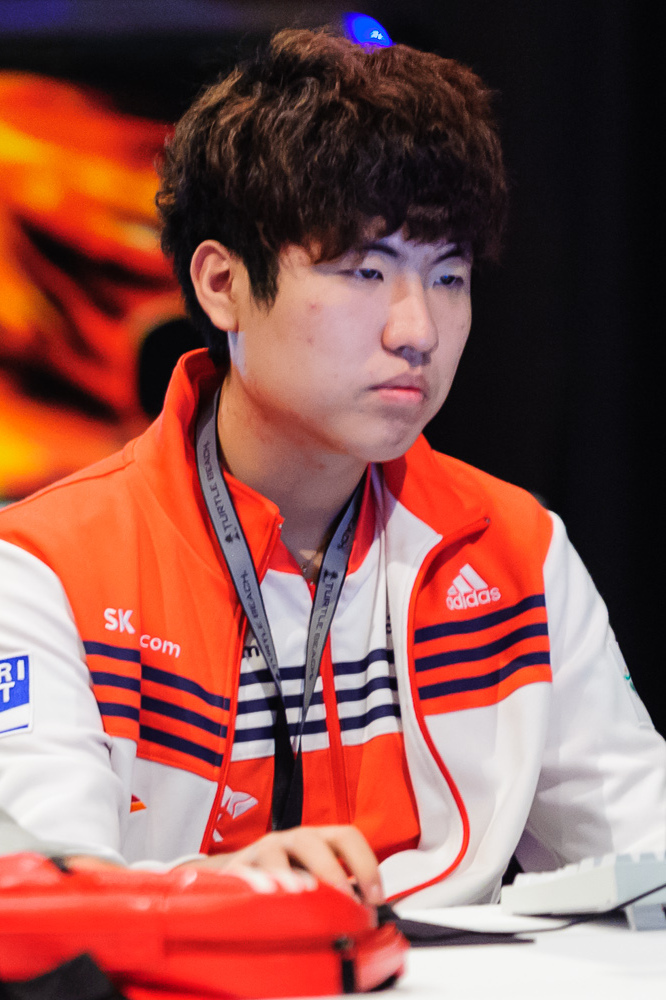
soO (2012)
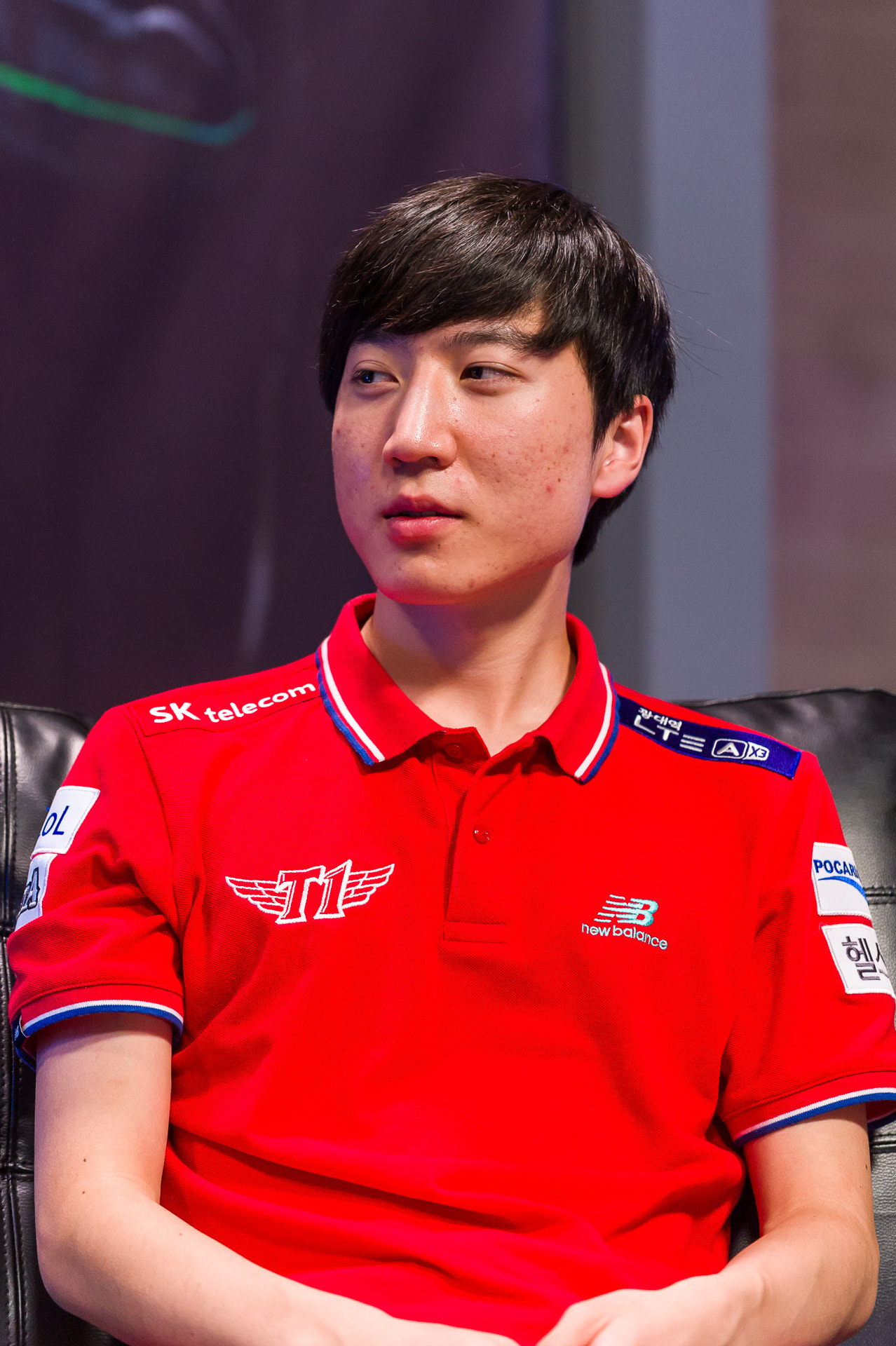
INnoVation (2014)
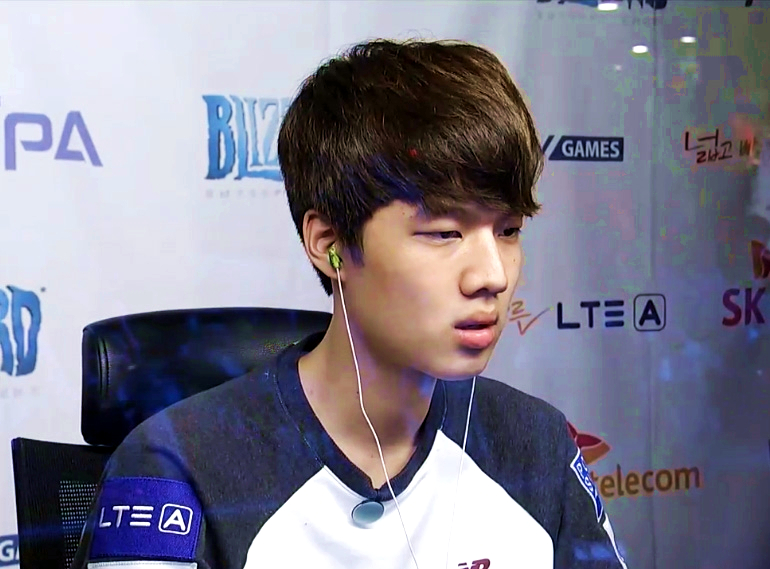
Rain (2014)
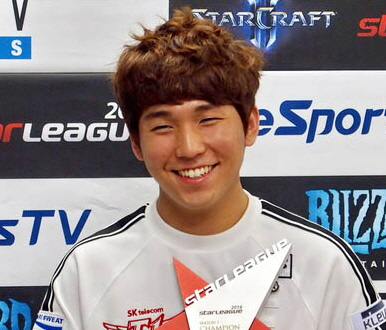
Dark (2016)

### League of Legends
| SK Telecom T1 K bei der Weltmeisterschaft 2013 - Jung „Impact“ Eon-yeong (Top) - Bae „bengi“ Seong-ung (Jungle) - Lee „Faker“ Sang-hyeok (Mid) - Chae „Piglet“ Gwang-jin (ADC) - Lee „PoohManDu“ Jeong-hyeon (Support) | SK Telecom T1 bei der Weltmeisterschaft 2015 - Jang „MaRin“ Gyeong-hwan (Top) - Bae „bengi“ Seong-ung (Jungle) - Lee „Faker“ Sang-hyeok (Mid) - Bae „Bang“ Jun-sik (ADC) - Lee „Wolf“ Jae-wan (Support) - Lee „Easyhoon“ Ji-hoon (Mid/Ersatz) | SK Telecom T1 bei der Weltmeisterschaft 2016 - Lee „Duke“ Ho-seong (Top) - Bae „bengi“ Seong-ung (Jungle) - Lee „Faker“ Sang-hyeok (Mid) - Bae „Bang“ Jun-sik (ADC) - Lee „Wolf“ Jae-wan (Support) - Kang „Blank“ Sun-gu (Jungle/Ersatz) |

| SK Telecom T1 bei der Weltmeisterschaft 2017 - Heo „Huni“ Seung-hoon (Top) - Han „Peanut“ Wang-ho (Jungle) - Lee „Faker“ Sang-hyeok (Mid) - Bae „Bang“ Jun-sik (ADC) - Lee „Wolf“ Jae-wan (Support) - Kang „Blank“ Sun-gu (Jungle/Ersatz) | SK Telecom T1 bei der Weltmeisterschaft 2019 - Kim „Khan“ Dong-ha (Top) - Kim „Clid“ Tae-min (Jungle) - Lee „Faker“ Sang-hyeok (Mid) - Park „Teddy“ Jin Seong (ADC) - Cho „Mata“ Se-hyoung (Support) - Lee „Effort“ Sang-ho (Support/Ersatz) | T1 bei der Weltmeisterschaft 2022, 2023 und 2024 - Choi „Zeus“ Woo-je (Top) - Moon „Oner“ Hyeon-joon (Jungle) - Lee „Faker“ Sang-hyeok (Mid) - Lee „Gumayusi“ Min-hyeong (ADC) - Ryu „Keria“ Min-seok (Support) - Martin „Rekkles“ Larsson (Support/Ersatz) (nur 2024) |

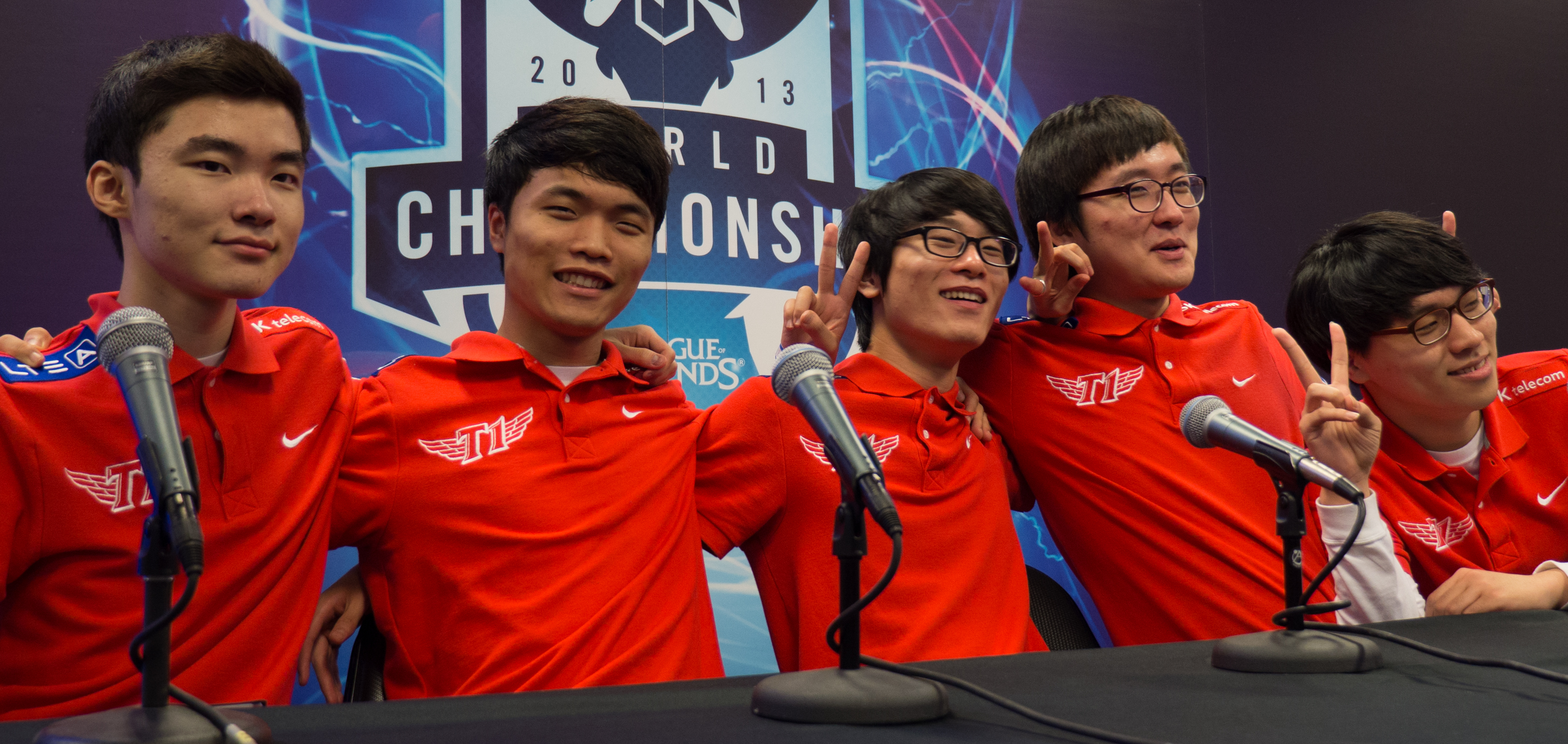
SK Telecom T1 K bei der Weltmeisterschaft 2013
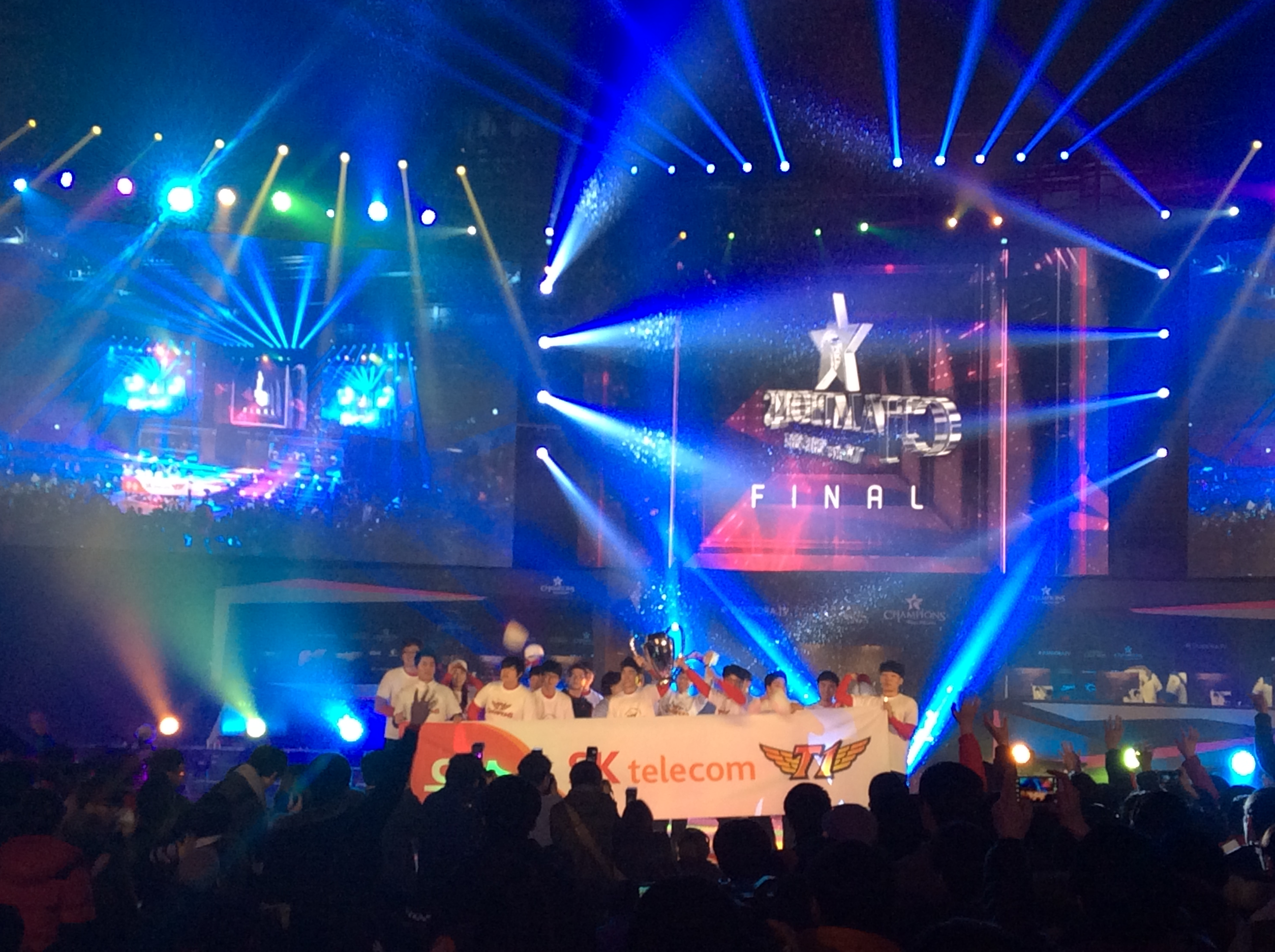
SK Telecom T1 gewinnt beim OGN Champions Winter 2013/14
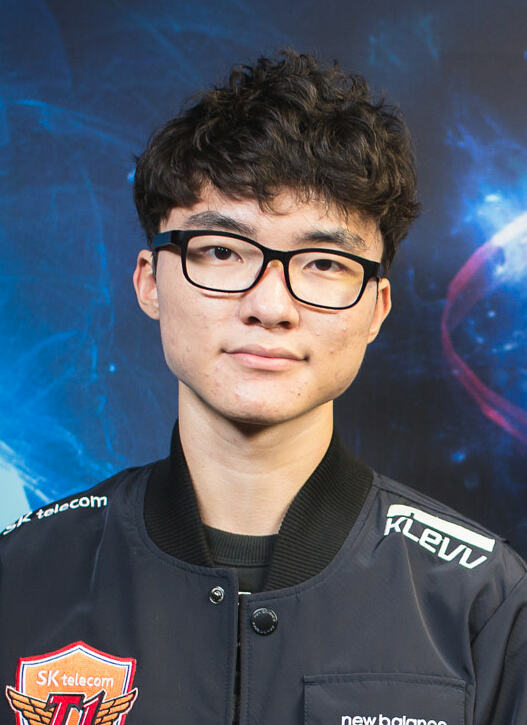
Faker (2015)
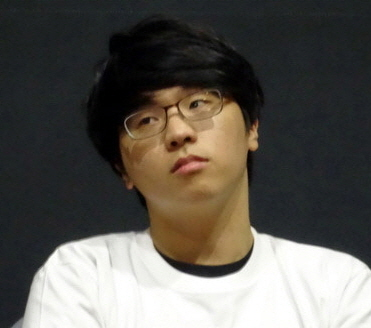
bengi (2015)
MaRin (2015)
SK Telecom T1 mit der WM-Trophäe (2015)
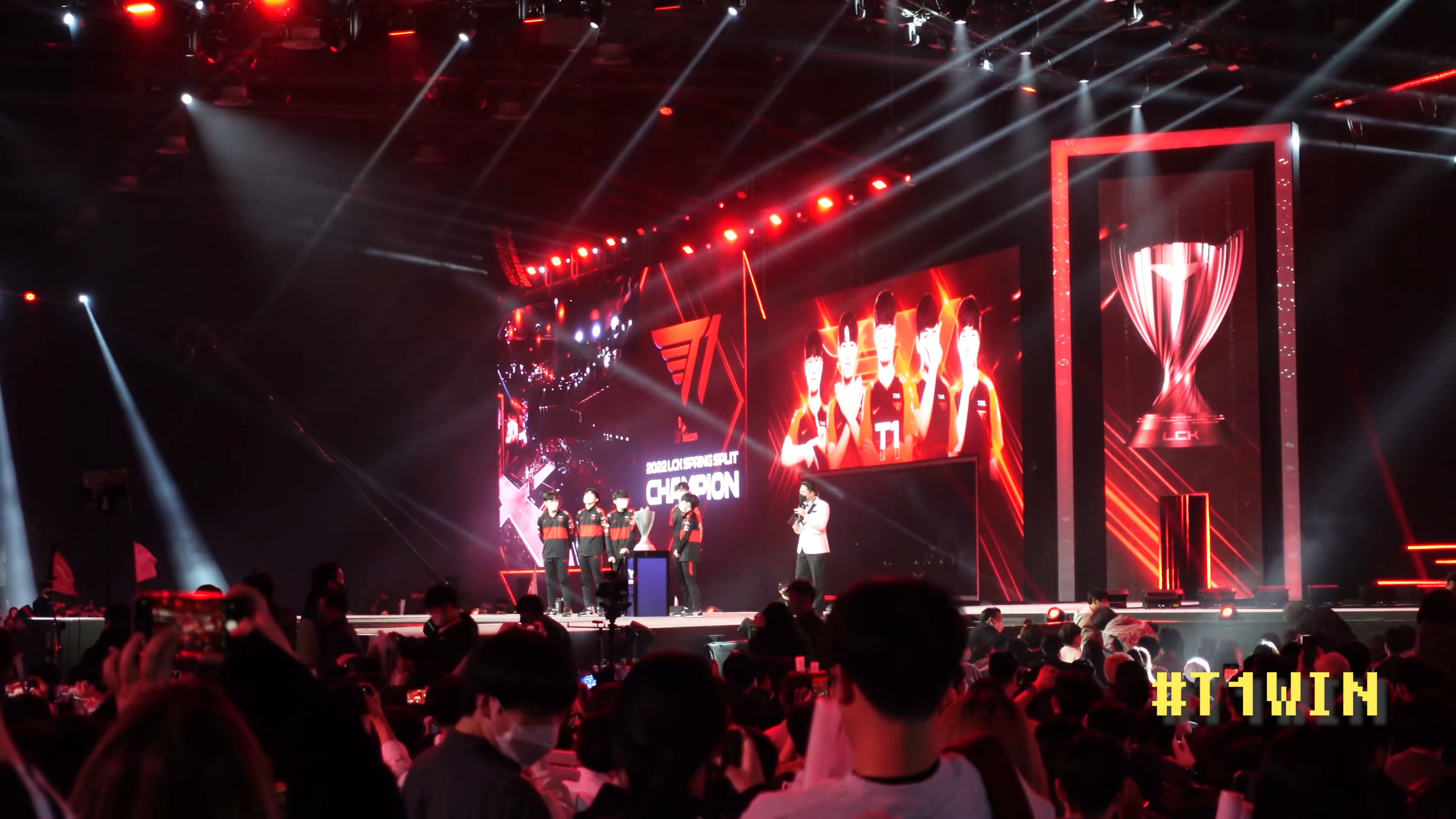
T1 gewinnt die LCK Spring Season 2022
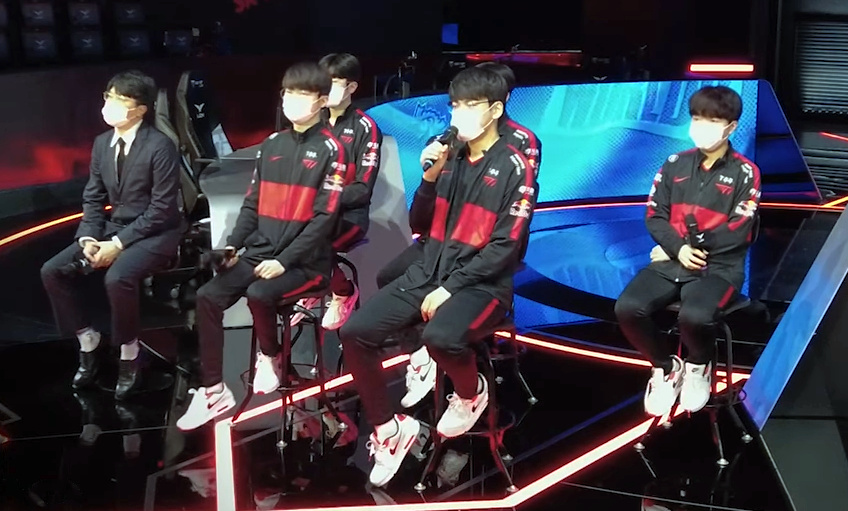
T1 bei der Weltmeisterschaft 2022

### Dota 2
T1 beim The International 2021
- Nuengnara „23savage“ Teeramahanon (1)
- Karl „Karl“ Baldovino (2)
- Carlo „Kuku“ Palad (3)
- Kenny „Xepher“ Deo (4)
- Matthew „Whitemon“ Filemon (5)

### Hearthstone
ehemalige Spieler
- Sebastian „Xixo“ Bentert
- Frederik Høj „Hoej“ Nielsen
- Kim „Surrender“ Jung-soo
- Christos „Fenomeno“ Tsakopoulos
- Jon „Orange“ Westberg
- George „BoarControl“ Webb

## Erfolge (Auszug)

### StarCraft
- 1. Platz: OnGameNet KTF EVERCup ProLeague 2003
- 1. Platz: LG IBM MBC Team League 2003–2004
- 1. Platz: Tucsan MBCGame Team League 2004
- 1. Platz: SKY ProLeague Grand Final 2005
- 1. Platz: Minor League 2007–2008
- 1. Platz: Shinhan Bank Proleague 2008–2009
- 1. Platz: Minor League 2009
- 1. Platz: Shinhan Bank Winners League
- 1. Platz: SK Planet Proleague Season 1 2011–2012
- 1. Platz: SK Telecom Proleague 2014–2015

### League of Legends
Zwischen 2013 und 2024 konnte SK Telecom fünf Mal die Weltmeisterschaft gewinnen und ist damit Rekordweltmeister. Bei der Weltmeisterschaft 2017 kam SKT T1 erneut ins Finale, verlor jedoch mit 0:3 gegen Samsung Galaxy. Während sich SKT T1 im Jahr 2018 nicht für die Weltmeisterschaft im eigenen Land qualifizieren konnte, kehrte es 2019 wiedererstarkt zurück. Das Team erreichte das Halbfinale der World Championships 2019, musste sich dort jedoch dem europäischen G2 Esports geschlagen geben, wie bereits zuvor im gleichen Jahr beim Mid-Season Invitational. 2024 konnte sich T1 mit einem 3:2 gegen Bilibili Gaming (BLG) durchsetzen.
|                         | 2013           | 2014           | 2015 | 2016 | 2017 | 2018     | 2019  | 2020     | 2021     | 2022 | 2023  | 2024 |
| ----------------------- | -------------- | -------------- | ---- | ---- | ---- | -------- | ----- | -------- | -------- | ---- | ----- | ---- |
| Weltmeisterschaft       |                | n. qual.       |      |      |      | n. qual. | 3./4. | n. qual. | 3./4.    |      |       |      |
| OGN/LCK Sommer          |                | 5.–8.          |      |      |      | 7.       |       | 5.       |          |      |       |      |
| Mid-Season Invitational | n. ausgetragen | n. ausgetragen |      |      |      | n. qual. | 3./4. | n. ausg. | n. qual. |      | 3./4. |      |
| OGN/LCK Frühling        |                | 5.–8.          |      |      |      | 4.       |       |          | 4.       |      |       |      |

weitere Erfolge
- OGN Champions Winter 2013–2014 (nach 2013/14 fanden Winter-Saisons nicht mehr statt)
- All-Star Paris 2014 (Vorgängerformat des Mid-Season Invitational)
- Intel Extreme Masters Season X 2016 World Championship
- Esports World Cup 2024

### Dota 2
- Dota Pro Circuit 2021: S1 - Southeast Asia Upper Division: 3. Platz
- Dota Pro Circuit 2021: S2 - Southeast Asia Upper Division: 1. Platz
- WePlay AniMajor 2021: 3. Platz
- ESL One Summer 2021: 1. Platz
- The International 2021: 7./8. Platz